# Press Play (Diddy)
Press Play è il quarto album in studio del cantante statunitense Diddy, pubblicato nell'ottobre del 2006 per l'Atlantic Records.

## Descrizione
Può essere considerato un concept album, i cui testi analizzano le gioie e i dolori di un rapporto sentimentale. Il disco presente sonorità dance-pop e hip hop.
| Recensione | Giudizio |
| ---------- | -------- |
| AllMusic   |          |

## Tracce
1. Testimonial – 2:24
2. We Gon' Make It – 3:33 – featuring Jack Knight
3. I Am – 1:46 – feat. Aasim
4. The Future – 3:11
5. Hold Up – 3:29 – feat. Angela Hunte
6. Come to Me – 4:36 – feat. Nicole Scherzinger
7. Tell Me – 4:06 – feat. Christina Aguilera
8. Wanna Move – 5:18 – feat. Big Boi, Ciara & Scar
9. Diddy Rock – 5:12 – feat. Timbaland, Shawna & Twista
10. Claim My Place – 3:25 – feat. Avant
11. Everything I Love – 4:23 – feat. Nas & Cee Lo Green
12. Special Feelin – 4:25 – feat. Mika Lett
13. Crazy Thang – 1:15 – feat. Sarah Rosete
14. After Love – 4:47 – feat. Keri Hilson
15. Through the Pain (She Told Me) – 5:28 – feat. Mario Winans
16. Thought You Said – 5:49 – feat. Brandy
17. Last Night – 6:26 – feat. Keysha Cole
18. Makin' It Hard – 4:54 – feat. Mary J. Blige
19. Partners for Like – 4:30 – feat. Jamie Foxx & Pharrell Williams